# Serra da Chela
La Serra da Chela è una catena montuosa situata nella parte centro-meridionale dell'Angola, nell'Africa meridionale.
I monti di questa catena, che raggiunge un'altezza massima di 2306 m, sono tra i più alti del paese.

## Geografia
La Serra da Chela fa parte della Grande Scarpata dell'Africa meridionale e separa il Plateau di Huíla nell'interno dal deserto del Namib.
Ad ovest della catena montuosa si trovano alcuni monadnock, monti isolati residuo di un antico altopiano un tempo moto più esteso e ora in gran parte eroso.
La Grande Scarpata è scarsamente transitabile e può essere raggiunta dalla strada che da Capangombe va in direzione est fino a Humpata sull'altopiano.

## Geologia
La catena montuosa della Serra da Chela si è formata circa 200 milioni di anni fa, nel corso della frammentazione del supercontinente Pangea.
A quel tempo la catena montuosa si trovava sul margine della placca tettonica che univa l'Africa all'America del Sud, e cominciò a sollevarsi lentamente mentre l'Oceano Atlantico si infilava tra le due placche in separazione.